# Bücker Bü 131
Бюкер Bu 133 Юнгман (нем. Bücker Bü 131 «Jungmann», дословно — «молодой человек») — немецкий учебно-тренировочный самолёт, являвшийся основным в 1930-е годы. Использовался Люфтваффе во время Второй мировой войны. Самолёт Bücker Bü 131 был выпущен в количестве более чем 5000 экземпляров и экспортировался в 23 страны.

## История
После службы в Кайзерлихмарине в Первой мировой войне Карл Бюкер перебрался в Швецию, где стал управляющим директором Svenska Aero AB (не путать с Svenska Aeroplan AB, SAAB). Позднее он вернулся в Германию вместе с Андерсом Дж. Андерссоном, молодым конструктором из SAAB. Компания Bücker Flugzeugbau GmbH была основана в Берлине-Йоханнисталь в 1932 году.
BU-131A, первая модель компании, была последним бипланом построенным в Германии. Он имел две открытых кабины в тандеме и фиксированное шасси. Фюзеляж был стальной трубчатый, покрытый тканью и металлом, крылья из дерева и ткани. Он впервые летал на 80-сильный (60 кВт) Hirth HM 60R.
В 1936 году за ним последовал Bü 131B с мощностью 105 л. с. (78 кВт) Hirth HM 504A-2.

## Эксплуатация
Прочный и проворный, Bü 131A был впервые доставлен в Deutscher Luftsportverband (DLV). BU 131B был выбран в качестве основного базового тренировочного самолёта для немецкого Люфтваффе, и он служил практически во всех первичных авиашколах во время войны, а также в ночных боевых группах таких как Nachtschlacht Gruppen (NSGr) 2, 11 и 12. Югославия была основным довоенным экспортёром; предположительно имелось около 400 самолётов. Кроме того 15 самолётами располагала Болгария с 15 и 40 Румыния.
Японский Kokusai Ki-86A в 1945 году.
Лицензии на производство были предоставлены Швейцарии (с использованием 94, 88, построенных по лицензии Dornier), Испания (на заводах CASA было построено около 530 самолётов версии 1.131), Венгрия (которая располагала 315 самолётами), Чехословакия (на заводах Tatra до войны было выпущено 10, под названием Tatra T 131) и Японии, последняя из которых построила 1 037 для армии с двигателем Хацукадзе, как Kokusai Ki-86 и 339 Kyushu K9W для ВВС флота. В Испании производство продолжалось до начала 1960-х годов. Юнгманн оставался в качестве основного учебного самолёта первичной подготовки в испанских ВВС до 1968 года.
В 1960-х и начале 70-х годов испанские, швейцарские и чешские правительства продавали своих юнгманов частным владельцам, многие из которых были экспортированы в США. До сих пор сохранилось около 200 юнгманов, многие из которых были оснащены современными четырёхцилиндровыми двигателями Lycoming O-320 (150 л. с.) или O-360 (180 л. с.) с перевёрнутыми топливно-масляными системами для пилотажного полёта.
Текущие владельцы и пилоты отмечают выдающиеся характеристики обработки Юнгману по сравнению с другими антикварными бипланами и даже более современными моделями спортивных самолётов. Техническое обслуживание и обслуживание для Jungmann сопоставимы с другими антикварными самолётами и превосходят их при использовании двигателей Lycoming. Части планера доступны из нескольких источников как в США, так и в Европе.
В 1994 году Bü 131 был недавно отреставрирован в производство с использованием приспособлений CASA от Bücker Prado в Испании, а 21 самолёт был построен как BP 131, в то время как SSH Януш Карасевич в Польше также начал выпуск версии Jungmann на основе чешских чертежей в 1994 году. После смерти Януша Карасевича польская компания Air Res Aviation продолжает производство Bücker Jungmann.

## Модификации

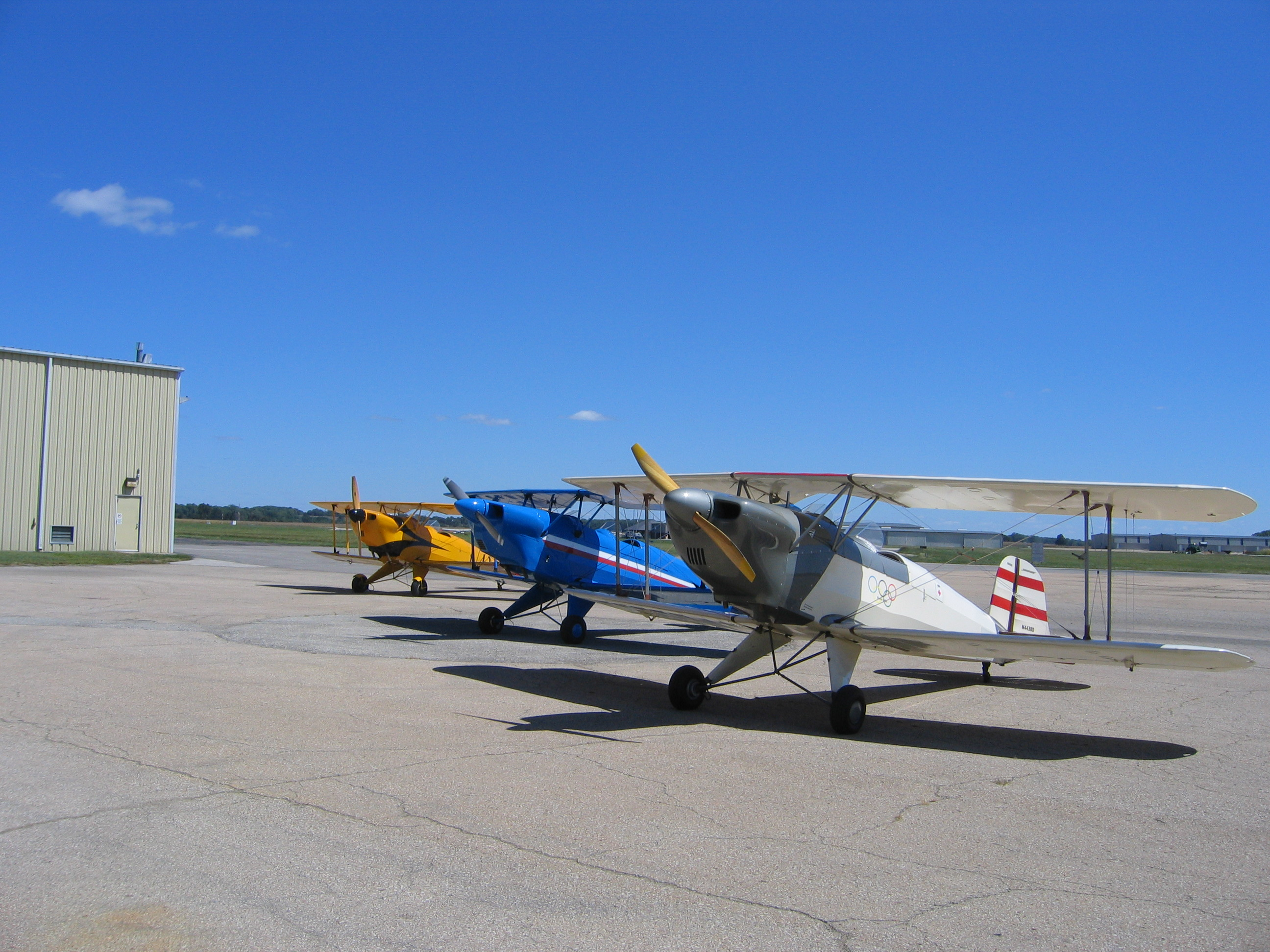
Американский Bü 131 с двигателем Lycoming

Bü 131AДвухместный самолёт начального лётного обучения. Ранняя серийная модификация, 80-сильный (60 кВт) двигатель Hirth HM 60R.
Bü 131BУлучшенная версия, с более мощным двигателем Hirth HM 504A-2.
Bü 131Cэкспериментальная версия, двигатель Cirrus Minor мощностью 67 кВт (90 л. с.). Построен 1.
Nippon Kokusai Ki-86Aлицензионный выпуск для ВВС Императорской армии Японии. Двигатель Hitachi Ha-47
Nippon Kokusai Ki-86BArmy Type 4 Основной тренер — Версия для деревянного планера для облегчения поставок стратегических материалов.
Кюсю K9W1 MomijiТип Navy 2 Trainer Модель 11 — серийная модификация для Императорского флота. Двигатель Hitachi GK4A Hatsukaze 11
Tatra T.131Чехословакия, довоенное лицензионное производство в Татре Копрживнице.
Aero C-4Массовое производство на заводе Aero в оккупированной Чехословакии в военное время под оригинальным обозначением Bücker Bü 131B, использовалось послевоенным с оригинальным двигателем Hirth.
Aero C-104Чехословакия, послевоенное развитие с двигателем Walter Minor 4-III, построено 260.
CASA 1.131Испанская лицензионная версия
BP 131современная лицензионная версия
SSH T-131PПредсерийная версия современной польской модификации с двигателем Walter Minor 4-III мощностью 78 кВт (105 л. с.). Четыре построены с 1994 года.
SSH T-131PAОсновная польская серийная модификация с двигателем LOM M332AK мощностью 103 кВт (138 л. с.). Первый полёт состоялся в 1995 году.

## Технические характеристики (Bü 131B)

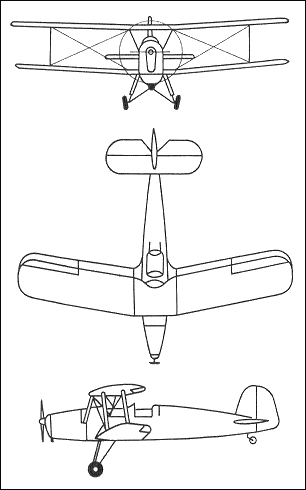
Bücker Bü 131

Источник данных: Jane's Fighting Aircraft of World War II

Технические характеристики
- Экипаж: 2 (ученик и инструктор)
- Длина: 6,62 м
- Размах крыла: 7,40 м
- Высота: 2,35 м
- Площадь крыла: 13,5 м²
- Профиль крыла: NACA 3410.5[4]
- Масса пустого: 380 кг
- Максимальная взлётная масса: 670 кг
- Силовая установка: 1 × Hirth HM 504, 4-цилиндровый перевёрнутый рядный
- Мощность двигателей: 1 × 100 л. с. (1 × 70 кВт)
- Воздушный винт: двухлопастный фиксированного шага

Лётные характеристики
- Максимальная скорость: 183 км/ч
- Крейсерская скорость: 170 км/ч
- Практическая дальность: 628 км
- Практический потолок: 4 300 м
- Скороподъёмность: 2,8 м/с
- Нагрузка на крыло: 46,3 кг/м²
- Тяговооружённость: 0,1 кВт/кг

## Эксплуатанты

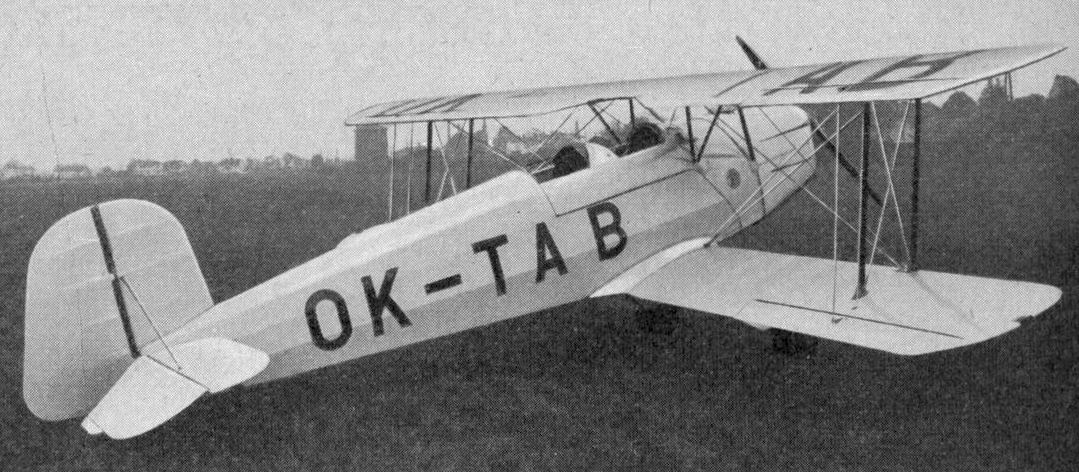
Tatra T.131 photo from Le Pontentiel Aérien Mondial 1936

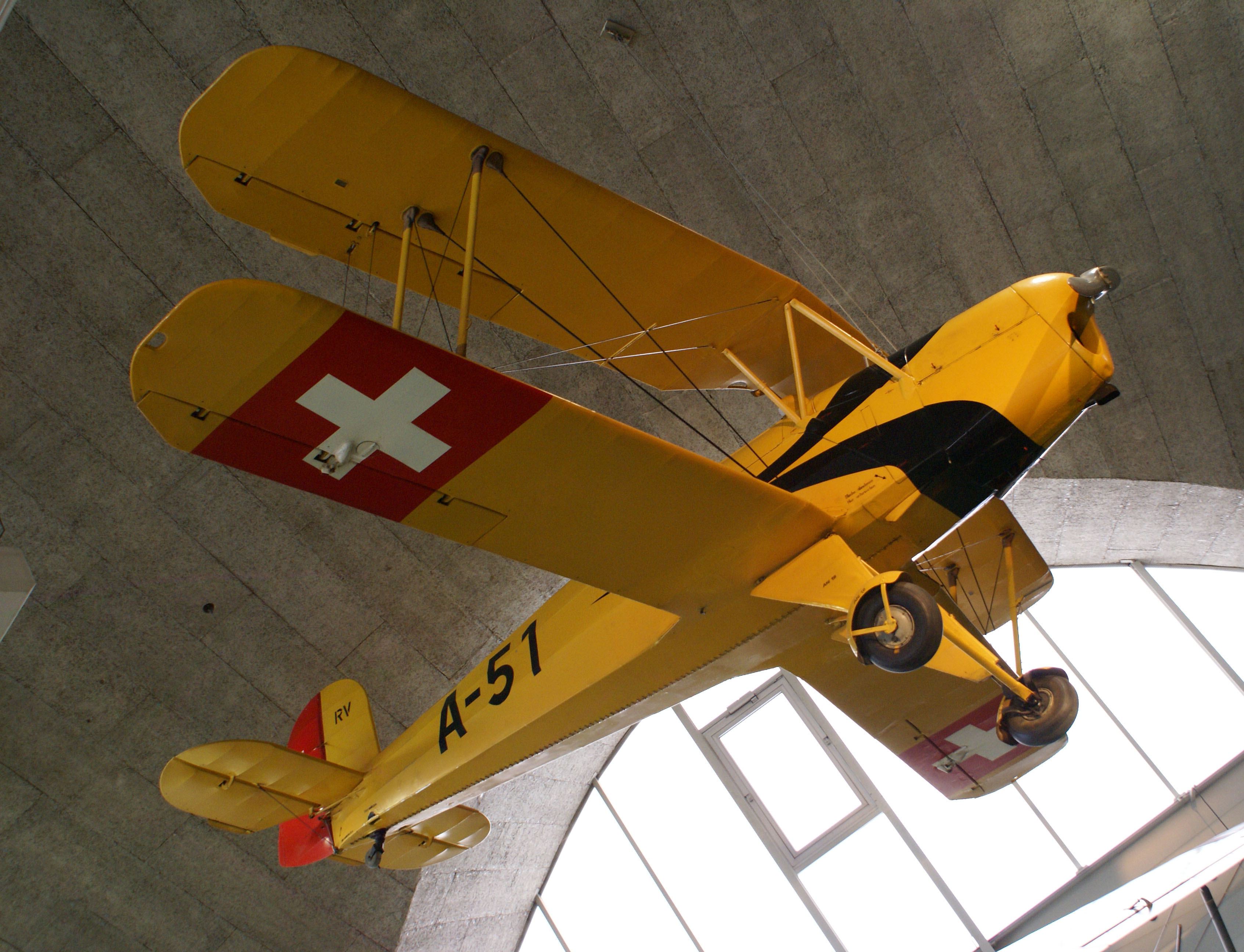
Bü 131 B ВВС Швейцарии.

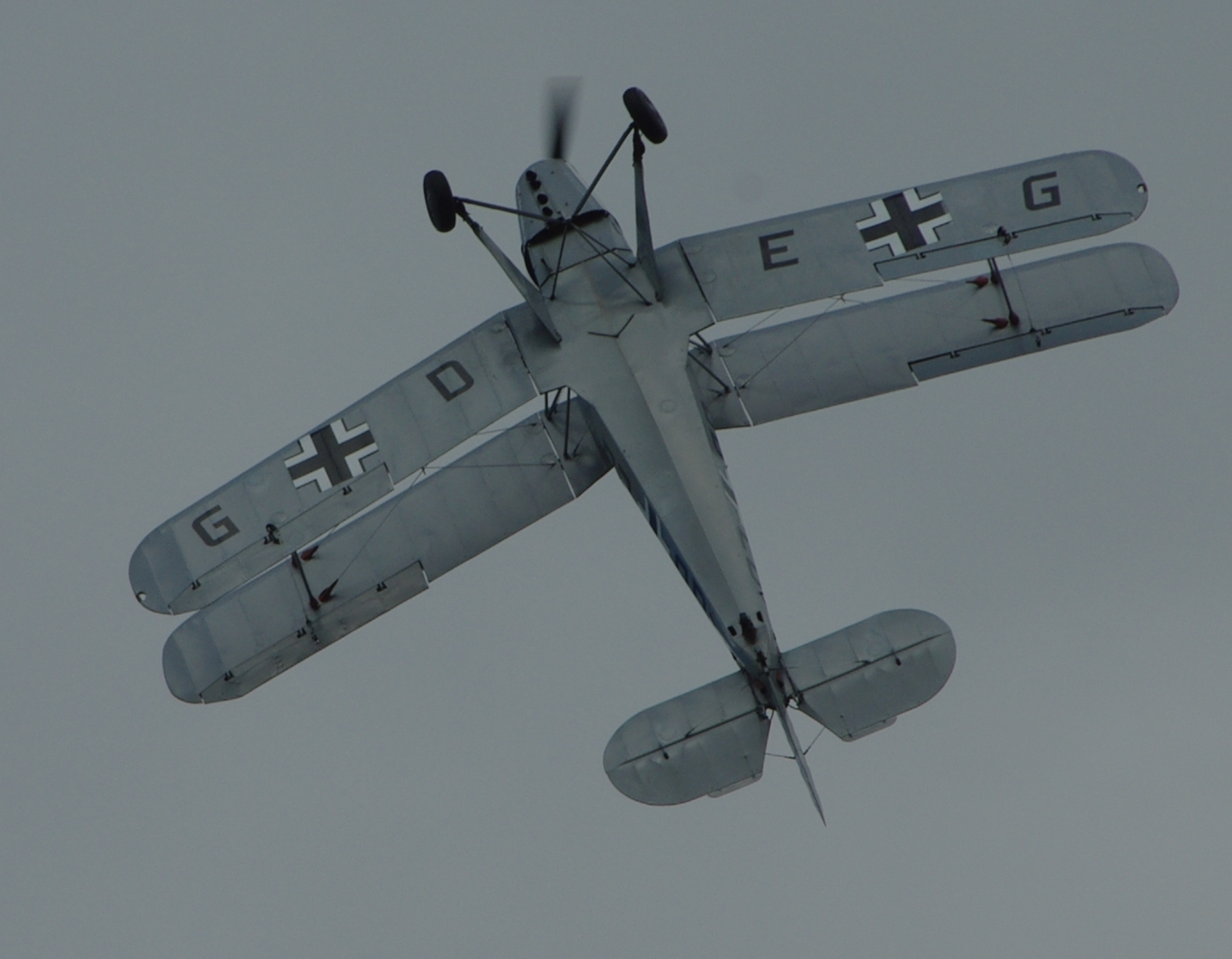
Jungmann G-RETA выполняет фигуры пилотажа

Нацистская Германия
- Люфтваффе
- Deutscher Luftsportverband

 Болгария
- Царские ВВС Болгарии

 Чехословакия
- ВВС Чехословакии
- SNB

 Независимое государство Хорватия
- ВВС Хорватии

 Королевство Греция
- ВВС Греции

 Королевство Венгрия
- ВВС Венгрии

 Япония
- ВВС Императорской армии Японии
- ВВС Императорского флота Японии

 Нидерланды
- ВВС Нидерландов

 Польша
- ВВС Польши (1 куплен для испытаний до 1939 года)[2]

 Румыния
- Королевские Румынские ВВС
- ВВС Румынии

 Словацкая республика (1939—1945)
- ВВС Словакии

 Южно-Африканский Союз
- ВВС ЮАС

 Испания
- ВВС франкистской Испании

 Швейцария
- ВВС Швейцарии

 Королевство Югославия
- Югославские королевские ВВС

 Югославия
- Военно-воздушные силы СФРЮ

## См. также

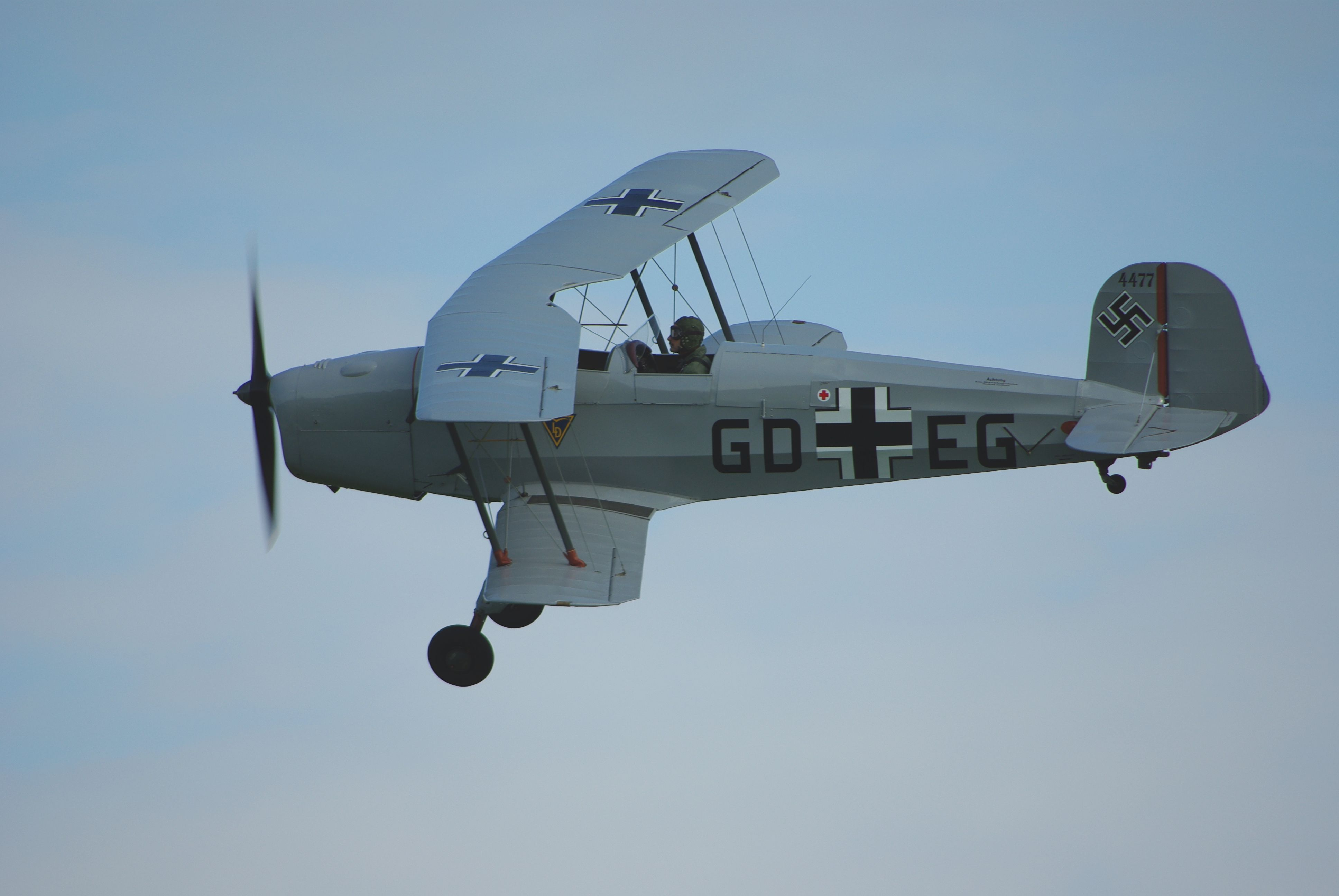
Jungmann G-RETA из «Собрания Шаттлуорта» (Олд Уорден)